# Jägerhofstraße 22

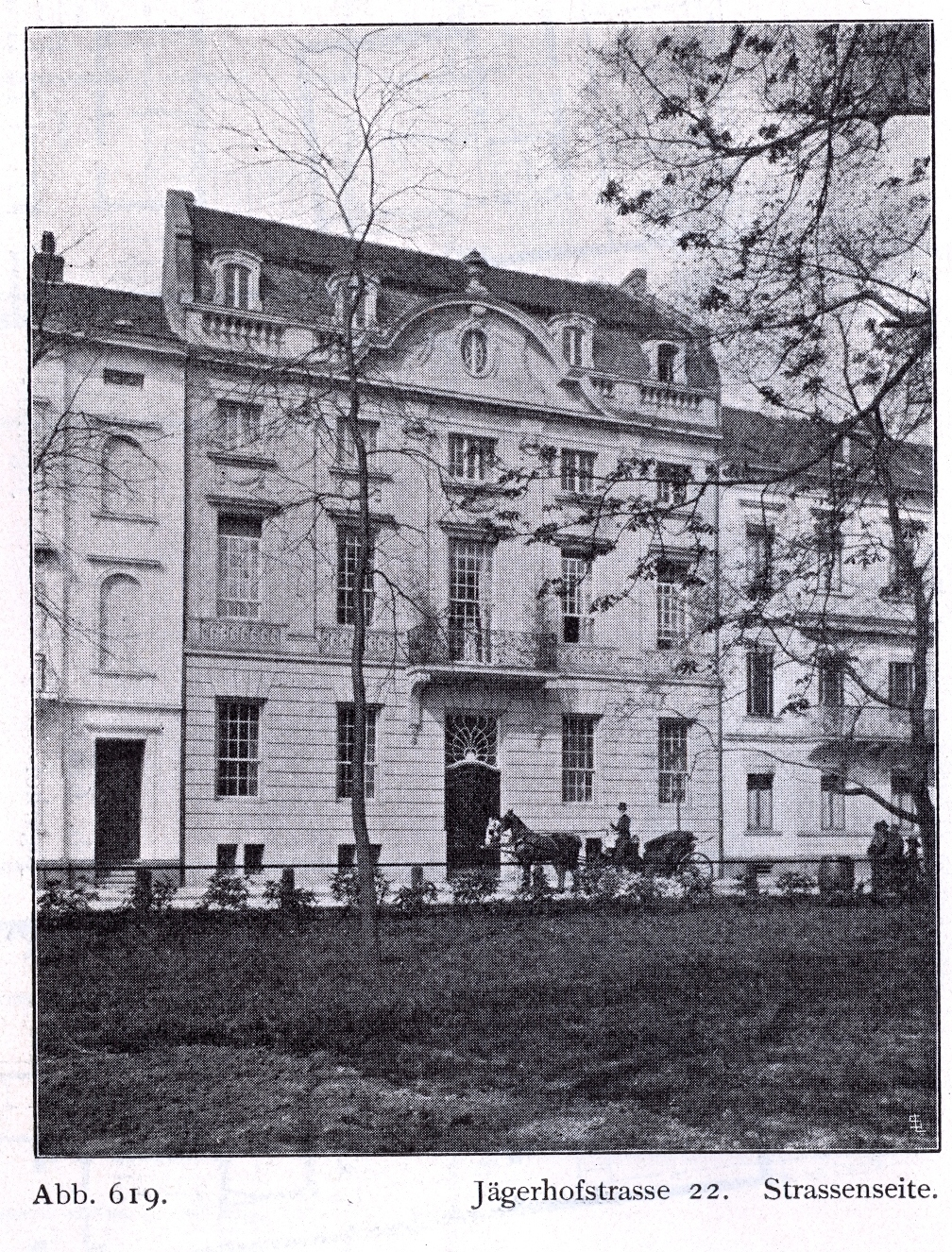
Jägerhofstraße 22, Straßenseite

Das Wohnhaus Jägerhofstraße 22 in Düsseldorf wurde vor 1904 von dem Berliner Architekten Otto March im historistischen Stil des Neobarock für den Amtsgerichtsrat Alfred Marcus erbaut. An seiner Stelle entstand in den Jahren 1957/1958 nach einem Entwurf von Arno Breker das Verwaltungsgebäude Jägerhofstraße 21–22.

## Beschreibung
Über einem Sockelgeschoss erhoben sich drei Obergeschosse. Die Fassade zur Jägerhofstraße war in fünf Achsen unterteilt. Das Sockel- und das Erdgeschoss waren rustiziert. Das zweite und dritte Obergeschoss wurden durch eine übergreifende Pilaster in Kolossalordnung zusammengefasst. Ein Schweifgiebel bildete den oberen Abschluss der Fassade. Die Vordiele nahm fast die gesamte Hausbreite ein. Im ersten Obergeschoss befand sich die Diele mit einer reich geschmückten Galerie, die die Verbindung zu den hinteren Räumen mit Speisesaal herstellte.

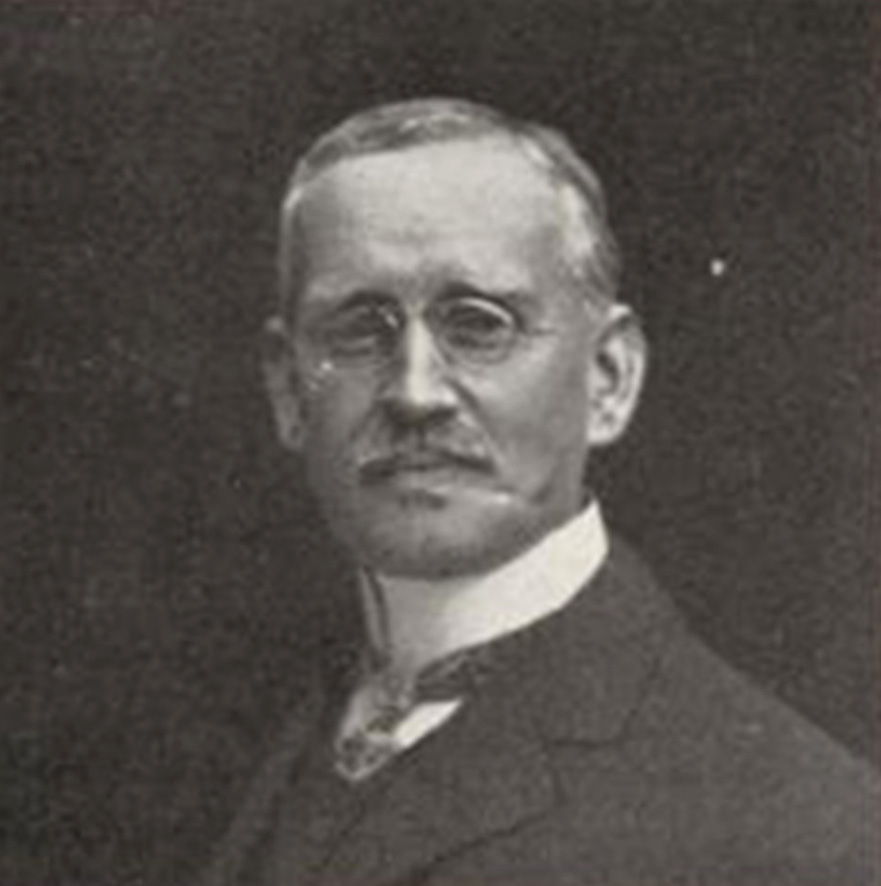
Alfred Marcus, Mitglied des Vorstandes der Kunststellung im Kunstpalast Düsseldorf, 1904
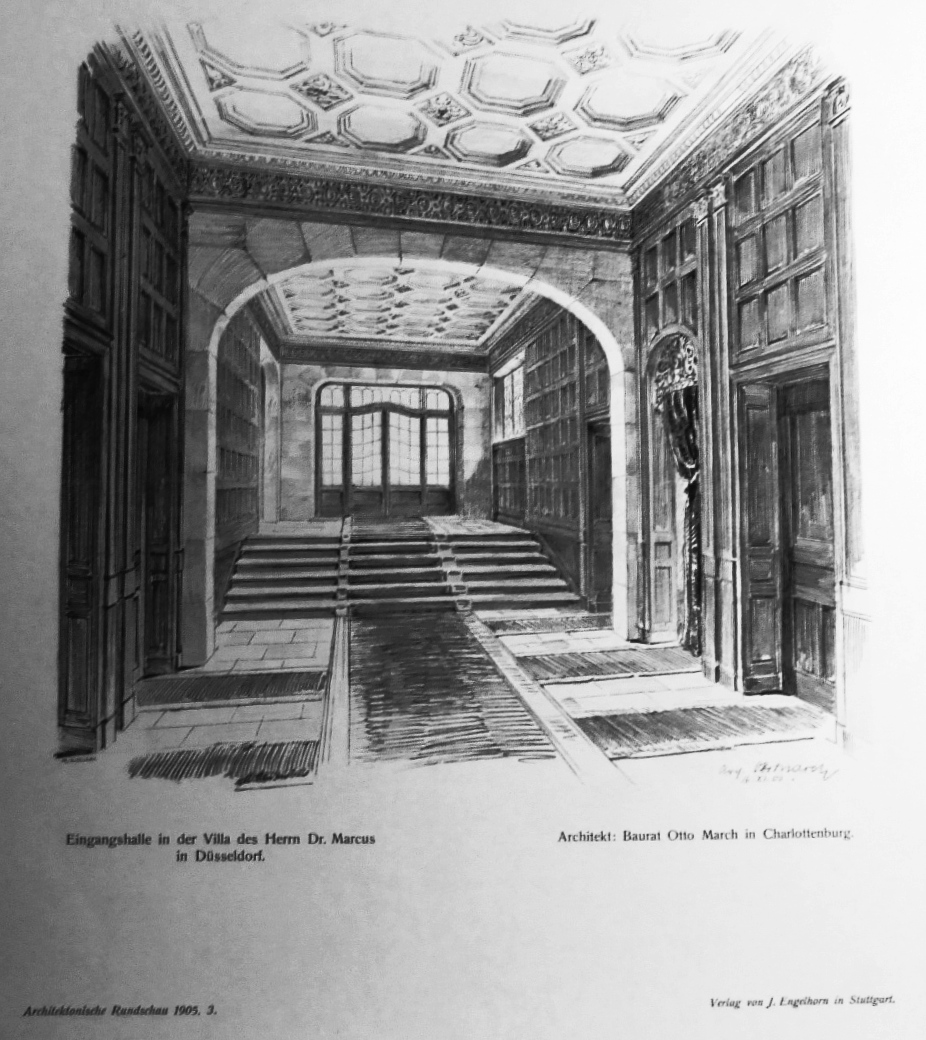
Eingangshalle in der Villa des Herrn Dr. Marcus, 1905
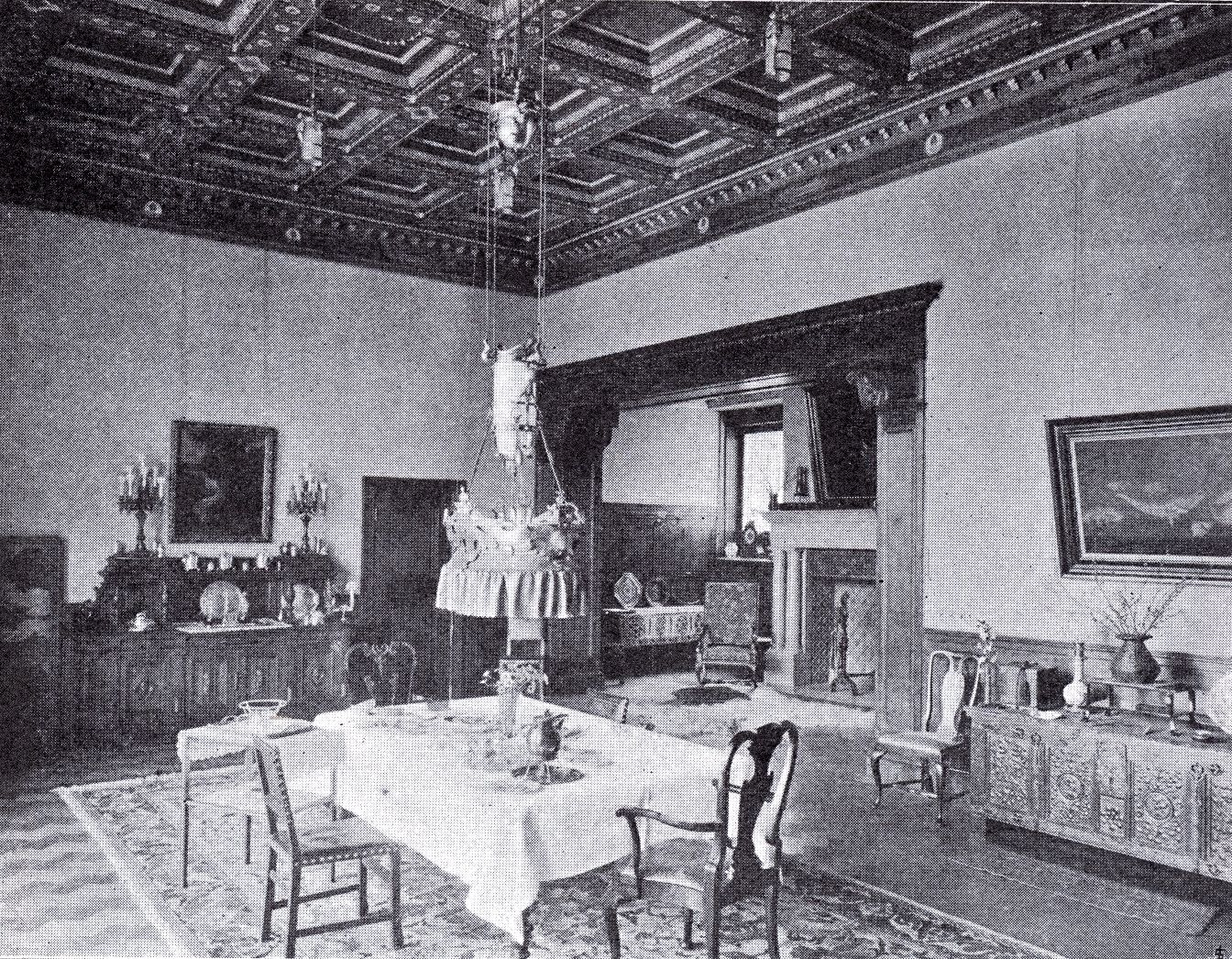
Speisesaal, 1904
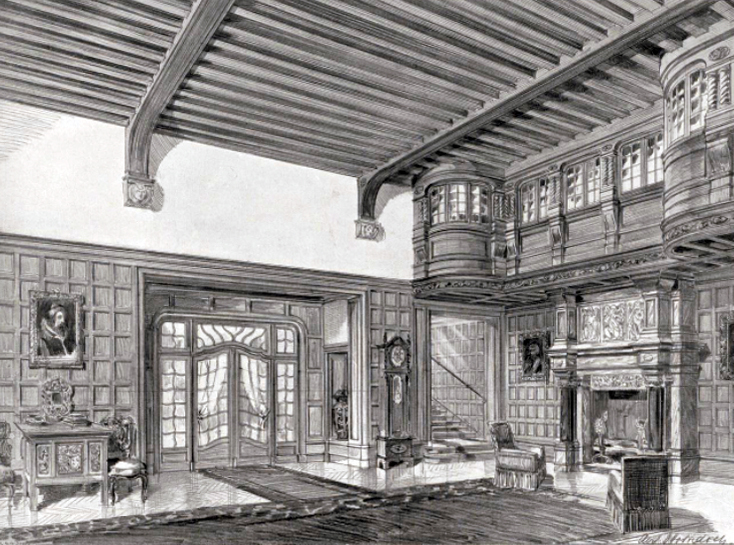
Diele, 1905